# Лугове (Турара Рискулова район)
Лугове́ (каз. Луговое) — село у складі району Турара Рискулова Жамбильської області Казахстану. Адміністративний центр та єдиний населений пункт Луговського сільського округу.
У радянські часи село мало статус смт і називалось Луговий, також було приєднано село Поселок.
Населення — 10872 особи (2021; 10242 у 2009, 9876 у 1999, 10449 у 1989).